# Holger B. Deising
Holger Bruno Deising (* 18. Oktober 1956 in Krummsee, Ostholstein) ist ein deutscher Agrarwissenschaftler insbesondere der Phytomedizin an der Universität Halle-Wittenberg; er ist Vorstandsmitglied und war Vorsitzender der Deutschen Phytomedizinischen Gesellschaft (DPG) (2015–2016).

## Leben und Wirken
Deising besuchte Schule und Gymnasium in Kronshagen und Kiel mit Abitur 1975. Danach absolvierte er seinen Militärdienst (1975–1976).
Sein Studium der Agrarwissenschaften an der Universität Kiel schloss er im Jahr 1982 als Diplom-Agraringenieur ab.
Es folgte eine Assistentenzeit im Institut für Biologie der Universität Kiel (1982–1987) mit einer abschließenden Dissertation: Physiological and biochemical investigations on nitrate reduction in the bryophyte Sphagnum.
Danach wechselte Deising an das Institut für Pathologie an der Universität Konstanz (1988 bis 1996). Dort wurde er 1996 mit Biochemical investigation of differentiation of infection structures of the broad bean rust fungus Uromyces viciae-fabae habilitiert und erhielt damit Lehrberechtigung für Pflanzenphysiologie und Phytomedizin.
Im Jahr 1997 nahm er den Ruf als Professor für Phytomedizin an die Universität Halle-Wittenberg an.

## Forschung im Ausland
Holger Deising absolvierte Forschungsaufenthalte u. a. an der McMaster University, Hamilton, ON, Canada; bei A. Oaks im Jahr 1986, an der University of Georgia, Athens, GA, USA bei W.E. Timberlake 1989 und an der Purdue University, West Lafayette, IN, USA bei R.L. Nicholson and R.M. Hanau im Jahr 1992.

## Mitgliedschaften
- Vorstandsmitglied der Deutschen Phytomedizinischen Gesellschaft (2013–2018)
- Leibniz-Institut ILRS Jena
- Institut für Biotechnologie and Drug Research (IBWF), Kaiserslautern, Germany
- Deutsche Forschungsgemeinschaft (DFG)

## Schriftleitungsmitglied
- FEMS Microbiology Letters
- Journal of Plant Diseases and Protection

## Ehrungen und Auszeichnungen
- Anton de Bary-Medaille der Deutschen Phytomedizinischen Gesellschaft 2020
- Bernd Freier: Prof. Dr. Holger Deising zum 65. Geburtstag. In: Fakultätsbote, Halle (Saale), Heft 1/2022, S. 27–28

## Veröffentlichungen (Auswahl)
- Bücher
  - mit H. W. Dehne, U. Gisi, K. H. Kuck, Russell PE (Hrsg.): Modern Fungicides and Antifungal Compounds V, DPG Spektrum Phytomedizin. DPG Selbstverlag, 2008, ISBN 978-3-941261-02-0.
  - als Hrsg.: The Mycota. Vol. 5: Plant Relationships. 2. Auflage. 2009, ISBN 978-3-540-87406-5.
- Beiträge in wissenschaftlichen Büchern
  - mit H. Rudolph  und M. Kirchhoff: Electroblotting and immunodetection in bryology. In: J. M. Glime (Hrsg.): Methods in Bryology. Hattori Bot. Lab., Nichinan 1988, S. 131–137.
  - M. Kirchhoff, H. Rudolph  und C. Struck: Heavy-metal analysis of Sphagnum. In: J. M. Glime (Hrsg.): Methods in Bryology. Hattori Bot. Lab., Nichinan 1988, S. 221–226.
  - mit K. Mendgen: Developmental control of enzyme production and cell wall modification in rust fungi, and defense reactions of the host plant. In: U. Stahl, P. Tudzynski (Hrsg.): Molecular Biology of Filamentous Fungi. VCH Verlagsgesellschaft, Weinheim / New York / Basel / Cambridge 1992, S. 27–44.
  - mit S. Heiler, M. Rauscher, H. Xu  und K. Mendgen: Cellular aspects of rust infection structure differentiation: Spore adhesion and fungal morphogenesis. In: M. Nicole, V. Gianinazzi-Pearson (Hrsg.): Histology, Ultrastructure and Molecular Cytology of Plant-Microorganism Interactions. Kluwer Academic Publishers, Dordrecht, The Netherlands 1996, S. 135–156.
  - mit A. L. Ádám, B. Barna, G. Gullner, Z. Király  und K. Mendgen: Imbalances in free radical metabolism: Roles in the induction of hypersensitive response and local acquired resistance of plants. In: K. Rudolph, T. J. Burr, J. W. Mansfield, D. Stead, A. Vivian, J. von Kietzell (Hrsg.): Developments in Plant Pathology. Vol. 9: Pseudomonas Syringae Pathovars and Related Pathogens. Kluwer Academic Publishers, Dordrecht, The Netherlands 1997, S. 111–121.
  - mit M. Hahn, C. Struck  und K. Mendgen: Fungal morphogenesis and enzyme secretion during pathogenesis. In: H. Hartleb, R. Heitefuss, H.H. Hoppe (Hrsg.): Resistance of Crop Plants against Fungi. Gustav Fischer Verlag, Jena 1997, S. 33–57.
  - mit S. Reimann, A. Peil  und W. E. Weber: Disease management of rusts and powdery mildews. In: F. Kempken (Hrsg.): The Mycota XI. Application in Agriculture. Springer, Berlin 2002, S. 243–269.
  - mit S. G. R. Wirsel  und S. Reimann: Genetics of phytopathology: Fungal morphogenesis and plant infection. In: K. Esser, U. Lüttge, W. Beyschlag, J. Murata (Hrsg.): Progress in Botany. Springer-Verlag, Berlin/Heidelberg 2004, S. 147–178.
  - mit E. Thines, J. Aguirre  und A. J. Foster: Secondary metabolites as virulence determinants of fungal plant pathogens. In: K. Esser, U. E. Lüttge, W. Beyschlag, J. Murata (Hrsg.): Progress in Botany. Springer-Verlag, Berlin/Heidelberg 2006, S. 132–159.
  - mit M. C. Mielke, E. Melzer, A. Serfling, U. Ahmetociv, R. Horbach, S. Reimann, J. Wohlrab  und B. Dräger: The molecular basis of adaptation to fungicides in plant pathogenic Colletotrichum species. In: Modern Fungicides and Antifungal Compounds. 2008.
  - mit U. Gisi, K. H. Kuck  und P. E. Russell (Hrsg.): DPG Spektrum Phytomedizin. DPG Selbstverlag.
  - mit R. Becher, S. Reimann  und S. G. R. Wirsel: In-vitro induced quantitative azole fungicide resistance in Fusarium graminearum. In: H. W. Dehne, U. Gisi, K. H. Kuck, P. E. Russell (Hrsg.): Modern Fungicides and Antifungal Compounds. V, DPG Spektrum Phytomedizin, DPG Selbstverlag. 2008.